# 알프스 (영화)
《알프스》(그리스어: Άλπεις, 영어: Alps)는 2011년 개봉한 그리스의 드라마 영화이다. 요르고스 란티모스가 감독과 공동각본을 맡았다. 제68회 베네치아 영화제(2011) 황금사자상 경쟁후보였으며, 황금오셀라상 각본상 수상작이다.

## 출연

### 주연
- 알리스 세르베탈리스
- 아리안 라베드
- 아게리키 파루리아

## 기타
- 프로듀서: 요르고스 란티모스
- 프로듀서: 아디너 레이첼 창가리
- 섭외: 크리스티나 아크조티
- 섭외: 알렉스 켈리